# Марченко Олена Яківна
Оле́на Я́ківна Ма́рченко (1915, село Владиславка, тепер село Владиславівка Нижньогірського району Автономної Республіки Крим — ?) — українська радянська діячка, телятниця, бригадир колгоспу імені Войкова Нижньогірського району Кримської області. Депутат Верховної Ради СРСР 5-го скликання.

## Біографія
Народилася в селянській родині. Батьки рано померли. З 1919 року виховувалася в дитячому будинку. Закінчила семирічну школу.
Проживала в місті Гомелі Білоруської РСР. До 1936 року — робітниця консервного заводу.
З 1936 по 1941 рік — колгоспниця колгоспу імені Войкова села Владиславівки Нижньогірського району Кримської області.
Під час німецько-радянської війни залишалася на окупованій німецькими військами території.
З 1944 року — телятниця колгоспу імені Войкова села Владиславівки Нижньогірського району Кримської області.
Член КПРС з 1959 року.
З 1959 року — бригадир колгоспу імені Войкова села Владиславівки Нижньогірського району Кримської області.

## Нагороди
- орден Леніна (26.02.1958)
- медалі
- Почесна грамота Президії Верховної Ради Української РСР